# Puma pumoides
Puma pumoides — вид вимерлих пумоподібних звірів із родини котових з пізнього пліоцену Південної Америки. Викопні решти знайдено в провінції Кордова, Аргентина. Спочатку вид був описаний як Felis pumoides. Однак було проведено порівняння краніальних і посткраніальних решток голотипу з південноамериканськими котами і з Acinonyx jubatus. Зроблено висновок, що F. pumoides має значну схожість із видом Puma (Herpailurus) yagouaroundi, а деякі спільні риси з Puma (Puma) concolor та Acinonyx jubatus. Тому таксон слід називати Puma (Herpailurus) pumoides. Також зроблено висновок, що лінія Herpailurus виникла в Південній Америці до плейстоцену. Приймаючи розділення пуми і ягуарунді на рівні родів (зрештою еволюційно воно сталося приблизно 4,17 млн років тому, а за іншими даними у межах 5–7 млн років тому), новий таксон слід називати Herpailurus pumoides.

## Опис
За будовою зубів P. pumoides найбільш подібні до сучасних ягуарунді, хоча й більших розмірів. Однак P. pumoides були помітно меншими, ніж сучасна пума.